# Tim Tscharnke
Tim Tscharnke (Weißenfels, RDA, 13 de diciembre de 1989) es un deportista alemán que compitió en esquí de fondo. 
Participó en dos Juegos Olímpicos de Invierno, obteniendo una medalla de plata en Vancouver 2010, en la prueba de velocidad por equipo (junto con Axel Teichmann), y el séptimo lugar en Sochi 2014, en la misma prueba.

## Palmarés internacional
| Juegos Olímpicos | Juegos Olímpicos   | Juegos Olímpicos | Juegos Olímpicos     |
| Año              | Lugar              | Medalla          | Prueba               |
| ---------------- | ------------------ | ---------------- | -------------------- |
| 2010             | Vancouver (Canadá) | Medalla de plata | Velocidad por equipo |